# Burg Ellrichshausen
Die Burg Ellrichshausen ist eine abgegangene Burg nahe  der evangelischen Kirche in Ellrichshausen, einem Ortsteil der Gemeinde Satteldorf im Landkreis Schwäbisch Hall in Baden-Württemberg.

Die Burg war Stammsitz der 1271 erstmals genannten Herren von Ellrichshausen, die zunächst lohrische, dann hohenlohische und Ansbacher Lehensleute bis Mitte des 14. Jahrhunderts waren und von deren verschiedenen Linien noch heute der Zweig Assumstadt besteht. Die Burg wurde schon früh als Burgstall genannt und ist restlos verschwunden.

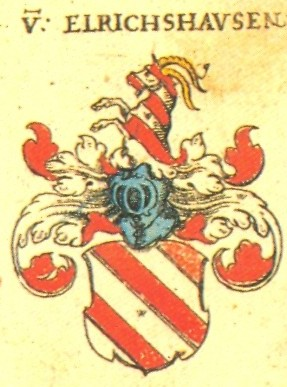
Wappen derer von Ellrichshausen